# L'Action française 2000
Pour les articles homonymes, voir Action française (homonymie).
L'Action française 2000 est un journal français fondé à Paris en 1998 par Pierre Pujo, du Centre royaliste d'Action française (CRAF).
Organe du mouvement politique Action française, le journal cesse de paraître en 2018.

## Historique

### L'Action française Hebdo
Le 23 janvier 1992 est créé L'Action française Hebdo, hebdomadaire royaliste français ayant succédé à Aspects de la France et dirigé par Pierre Pujo. Ce périodique se veut fidèle aux idées de Charles Maurras et de l'Action française.
En 1998, durant le conflit interne au Front national, le journal donne sa préférence à Jean-Marie Le Pen plutôt qu'à Bruno Mégret : dans le numéro 2523 du 17 décembre 1998 (n° 2523), Pierre Pujo juge que Jean-Marie Le Pen représente le courant « catholique et français toujours » qui a fait la grandeur de la France et de ses colonies, tandis que Bruno Mégret, du fait de son opposition au métissage des races, est selon lui « incapable de comprendre l’Empire français ».
La même année, à la suite d'une injonction de la cour, la revue fut contrainte après quelques années de changer de nom parce que son titre ressemblait trop à L'Action française de Maurras (interdite par la législation de la Libération en 1944). Le choix du nouveau titre L'Action française 2000 a été fait en fonction de la conjoncture et après avoir épuisé tous les recours.
Ainsi en 1998, L'Action française hebdo change de nom pour s'appeler L'Action française 2000 qui paraît à un rythme bimensuel.

### Nouveau nom pour la postérité
En reprenant le titre du quotidien de Charles Maurras, L'Action française, il s'inscrit dans sa tradition et dans celle de ses prédécesseurs, L'Action française hebdo et Aspects de la France. Comme ses prédécesseurs, le journal est vendu à la criée par les Camelots du roi aujourd'hui incarnés par l'AFE et de l'AFL.
Le journal paraît les premier et troisième jeudis de chaque mois.
Ses principaux collaborateurs sont Anne Bernet, Aristide Leucate, Catoneo, Jean-Philippe Chauvin.
Elle a d'abord été dirigée par Pierre Pujo jusqu'à sa mort, puis par Philippe Champion (de novembre 2007 à juin 2008), et enfin par Michel Fromentoux jusqu'en 2012. Cette revue royaliste et nationaliste se veut également souverainiste, en raison du renforcement de l'Union européenne.
L'Action française 2000 se veut fidèle à l'héritage d'Aspects de la France et du mouvement d'Action française, c'est-à-dire à la doctrine du nationalisme intégral des membres fondateurs de l'AF : Charles Maurras, Léon Daudet, Jacques Bainville, etc. La revue défend l'indépendance et l'identité nationale de la France, en même temps qu'elle milite pour la sauvegarde de la civilisation chrétienne. À la République, elle oppose la monarchie héréditaire et décentralisée, un État fort défenseur des valeurs locales et régionales. Cependant, le journal prône régulièrement le recours au « compromis nationaliste » et soutient régulièrement des mouvements politiques et sociaux non monarchistes.
Le titre cesse de paraître en février 2018, la société éditrice « ayant rencontré quelques soucis [sic] financiers, arrête ses activités après vingt-sept ans de service »,.

## Critiques et polémiques
En janvier 2012, à la suite du refus de la rédaction du journal de publier un hommage à Xavier Vallat (commissaire général aux questions juives sous Vichy), pour les quarante ans de sa mort, le rédacteur en chef, Michel Fromentoux, quitte l'AF2000 pour l'hebdomadaire d'extrême droite, antisémite et raciste Rivarol. Ce choix tranché marque une prise de distance définitive avec les orientations de son ancêtre L'Action française pendant la Seconde Guerre mondiale.

## Postérité
En 2019, le journal Le Bien commun édité par le CRAF prend la suite de L'Action française 2000.

### Crédits
- Cet article est partiellement ou en totalité issu de l'article intitulé « L'Action française Hebdo » (voir la liste des auteurs).